# Якубенко Михайло Володимирович
Михайло Володимирович Якубенко (20 листопада 1975, с. Склименці, Корсунь-Шевченківський район, Черкаська область — 18 квітня 2014, м. Черкаси) — громадський активіст, учасник Революції гідності.

## Біографія
Народився 20 листопада 1975 року в с. Склименці Корсунь-Шевченківського району Черкаської області в сім'ї Валентини та Володимира Якубенків.
До четвертого класу навчався в Зарічанській восьмирічці, а після переїзду сім'ї до Корсуня-Шевченківського — у ЗОШ № 1, яку закінчив 1993 року. Під час навчання займатися також у спортшколі та станції юних техніків, відвідував танцювальний та фотогурток.
Восени 1993 призваний до лав Збройних Сил України. Після строкової служби закінчив Київське ПТУ № 37, працював у м. Корсунь-Шевченківський на станції техобслуговування, потім водієм.
У 2000—2001 роках Михайло Якубенко перебував з миротворчою місією у Лівані як фаховий сапер у 3 окремому інженерному батальйоні. Був нагороджений медаллю ООН. Після повернення звідти у військовій частині в Білій Церкві готував техніку для відправлення в Ірак.
З 2006 року проживав у Києві.
Від січня 2014 року був на Євромайдані. Під час протистояння на вул. Грушевського у Києві Михайло отримав травму голови 20 лютого 2014. Після лікування в Київській міській клінічній лікарні швидкої допомоги приїхав до рідного Корсуня і у військкоматі записався добровольцем для захисту України від російських агресорів. Помер у Черкаській обласній лікарні 18 квітня 2014 року від травм, отриманих у Києві.
Був одружений, залишилися діти.
Похований у рідному селі.